# Автомобильная навигационная карта
Автомобильная навигационная карта — карта, используемая автомобильной навигационной системой для показа текущего местоположения автомобиля, определённого с помощью приёмника спутниковой навигации, нахождения адресов/значимых мест (POI — points of interest), построения маршрута и выдачи водителю (либо штурману) информации для совершения манёвров в реальном времени.

## Содержание карты
Автомобильная навигационная представляет собой векторную топографическую карту с дополнительными атрибутами элементов карты и объектами, необходимыми для эффективной работы навигационной системы.
Элементы дорог в навигационной карте имеют такие атрибуты, как:
- названия улиц;
- номера домов;
- информацию об одностороннем движении, запрещённых поворотах;
- информацию об ограничениях проезда для определённых видов транспорта;
- информацию о классе дороги;
- ограничение скорости на данном участке дороги;

Навигационная карта также имеет большое количество так называемых «значимых мест» (Points of Interest, POI):
- аэропорты, вокзалы, паромные переправы;
- рестораны, отели, супермаркеты;
- стоянки, заправки;

с адресами, телефонами и другими атрибутами этих объектов.

## Редактирование карты
Автомобильная навигационная карта всегда разрабатывается на базе топографической карты масштаба от 1:10000 до 1:25000 путём добавления вышеописанных атрибутов и требует постоянного обновления с периодом от 3 до 12 месяцев. Основным «читателем» навигационной карты является бортовой компьютер автомобиля (или переносной автомобильный навигатор). Это требует очень специфичного «программирования» навигационной карты. К примеру, геометрия перекрёстков прорисовывается с учётом оптимизации голосовых подсказок системы. Это довольно сложный процесс, и на практике все равно до 10 % подсказок остаются недостаточно понятными без взгляда на экран навигатора.
Как правило, навигационная карта редактируется профессиональными специалистами, которые выполняют эту работу зачастую непосредственно на местности. Ввиду очень высокой затратности данного бизнеса, есть только две компании, выпускающие навигационные карты всего мира: Navteq и Tele Atlas. Однако, это не мешает тому, чтобы в каждой стране существовали небольшие локальные поставщики навигационных карт (например, Навител и Геоцентр в России). Однако существует проект OpenStreetMap, в рамках которого создание карты всего мира ведётся усилиями энтузиастов, не являющихся профессиональными картографами. Существует достаточно много мест, для которых качество карт, подготовленных в проекте OpenStreetMap, значительно превосходит качество карт от профессиональных производителей.
Выезд специалиста к каждому перекрёстку — слишком сложный и длительный процесс. Делаются попытки его частично автоматизировать путём использования обратной связи от движущихся навигационных систем, подключённых к Интернет. К примеру, обнаружив, что 100 % навигаторов движутся в одну сторону по обычной улице, можно сделать вывод, что эта улица стала односторонней. То есть автомобильные навигаторы могут использоваться как «датчики» навигационной информации.
Именно с этой целью компания Tele Atlas была куплена компанией-производителем навигаторов TomTom в 2007 году (почти сразу после этого вторая оставшаяся компания — Navteq — была куплена Нокией). Это негативно повлияло на структуру рынка — на нём не осталось независимых поставщиков навигационных карт. То есть теперь Garmin должен покупать карты у своего конкурента — NOKIA. Это создало уникальную возможность для появления третьего всемирного поставщика навигационных карт, ведь индицированная в 2007 году стоимость покупки Tele Atlas/Navteq (3 миллиарда евро) в десяток раз превышает стоимость создания компании класса Tele Atlas (около 300 млн евро).

## Текущие состояние покрытия дорожной сети в России
Стопроцентное покрытие навигационными картами выполнено только в ряде высокоразвитых в экономическом отношении стран. Для России ни у одного поставщика нет полного покрытия. Это связано с тем, что в России нет полноценных исходных данных — так называемых Базовых карт — для навигационных картографических компаний, а именно:
- 100 % покрытия топографическими картами со связным графом дорог
- адресных планов всех населённых пунктов

На момент написания данной статьи работа по созданию Базовых карт Роскартографией не начата.
Из-за отсутствия указанных Базовых карт, на 2008 год большинство навигационных карт в России представляют собой сложную смесь карт разной плотности, к примеру:
- в Москве карта отображает все улицы и дворовые проезды;
- в десятке крупнейших городов-миллионников представлены все улицы;
- в центральных областях на карте отображены все дороги до каждой деревни или города, и даже в городе (в зависимости от области);
- в других регионах представлены только федеральные трассы до областных центров.

Такой подход позволяет обеспечить проезд по федеральным трассам по всей стране, возможно, с проездом до конкретного города, и даже (для десятка крупных городов) по улицам города. Остальные территории, не покрытые дорожными навигационными картами, часто заполняются «необъезженными» картами масштаба от 1:100000 до 1:1000000, которые не могут обеспечить ведения по маршруту.
Поэтому для выбора правильных карт необходимо понимать, что заявление поставщика «у нас покрыто 100 % территории страны» может означать весьма разную степень детализации. Выбор карты не менее важен, чем выбор модели навигатора. Более того, навигационные карты от одного и того же поставщика, в большинстве случаев компилируются каждым из производителей в свой собственный формат. В результате получается, что диск с обновлением карты для BMW не подойдёт к навигатору, установленному в Мерседесе, даже если это одна и та же карта от Tele Atlas.
Ещё одной проблемой является актуализация картоосновы (учёт изменений) и внесение обновлённых данных.